# دانش اطلس خان
دانش اطلس خان (انگلیسی: Danish Atlas Khan؛ زادهٔ ۲ ژانویهٔ ۱۹۹۴) اسکواش‌باز اهل پاکستان است.